# Người Hamar
Hamar (cũng được viết là Hamer) là một cộng đồng Omo sinh sống ở phía tây nam Ethiopia. Họ sinh sống ở woreda (huyện) Hamer, một phần màu mỡ của thung lũng sông Omo, trong Khu vực Debub Omo của Vùng Các dân tộc Phương Nam, Ethiopia. Họ chủ yếu là những người sống du mục, vì vậy văn hóa của họ đặt giá trị cao đối với gia súc.

## Thông tin nhân khẩu
Tổng điều tra dân số năm 2003 đã báo cáo 46.532 người thuộc nhóm dân tộc này, trong đó 10.000 người là cư dân thành thị. Đại đa số (99,13%) sống trong Vùng Các dân tộc Phương Nam.
Theo điều tra dân số quốc gia năm 1994 của Ethiopia, có 42.838 người nói ngôn ngữ Hamar và 42.448 người Hamar tự nhận dạng, chiếm khoảng 0,1% tổng dân số Ethiopia.

## Văn hóa

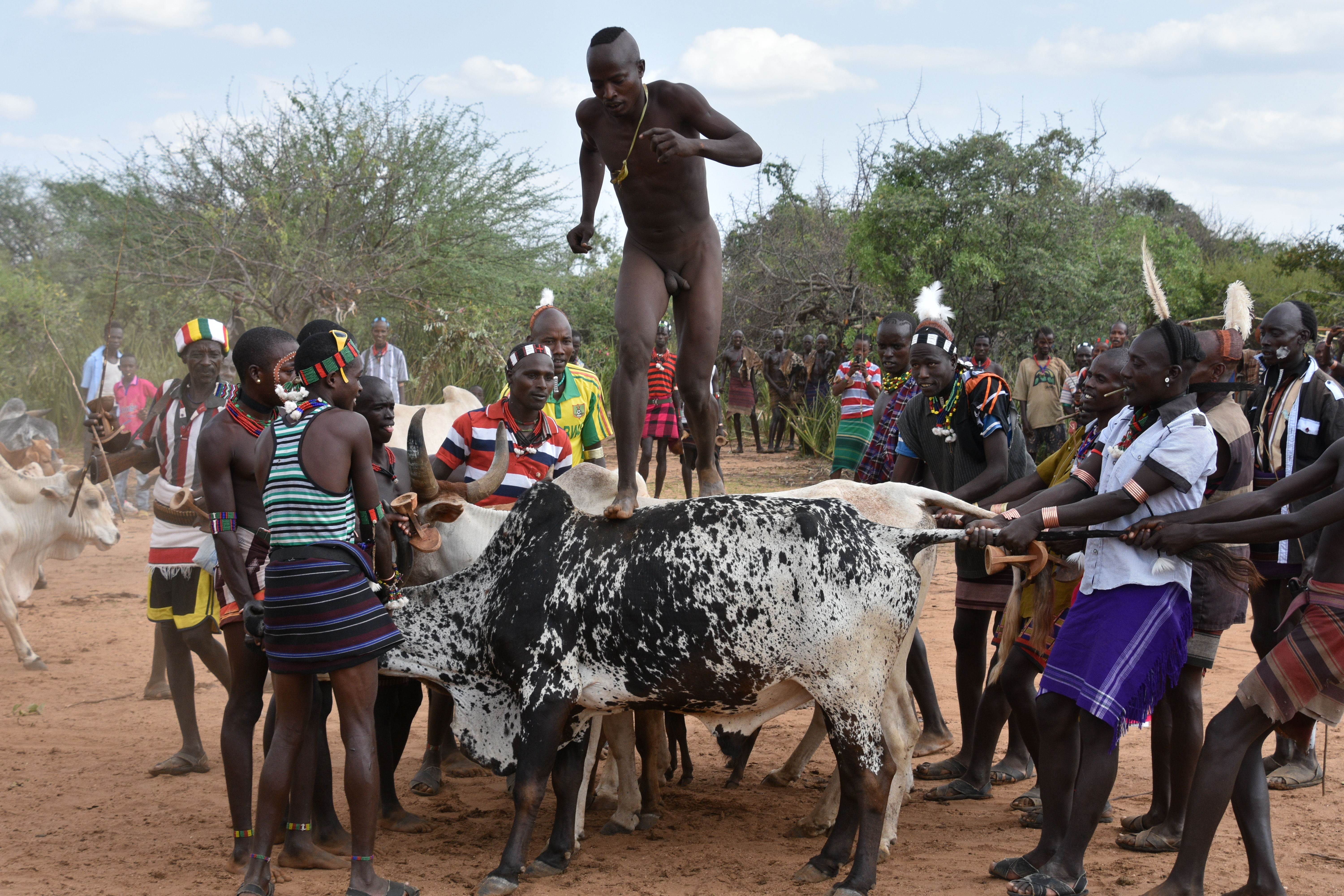
Lễ nhảy bò

Hamar được biết đến với phong tục độc đáo là "nhảy bò", nghi lễ từ cậu bé chuyển qua tuổi trưởng thành. Đầu tiên, những người thân là nữ giới nhảy múa và mời đánh đòn từ những người đàn mới làm lễ trưởng thành gần đây; điều này cho thấy sự ủng hộ của họ đối với người làm lễ trưởng thành và vết sẹo của họ cho họ biết họ kết hôn với ai.
Cậu bé phải chạy tới chạy lui hai lần trên lưng một hàng bò đực hoặc những con bò đực tơ bị thiến, và bị chế giễu nếu thất bại.
Phó quản lý Hamer Bena, Ato Imnet Gashab, đã cho biết chỉ có 7 thành viên bộ lạc này đã hoàn thành chương trình giáo dục cấp hai.

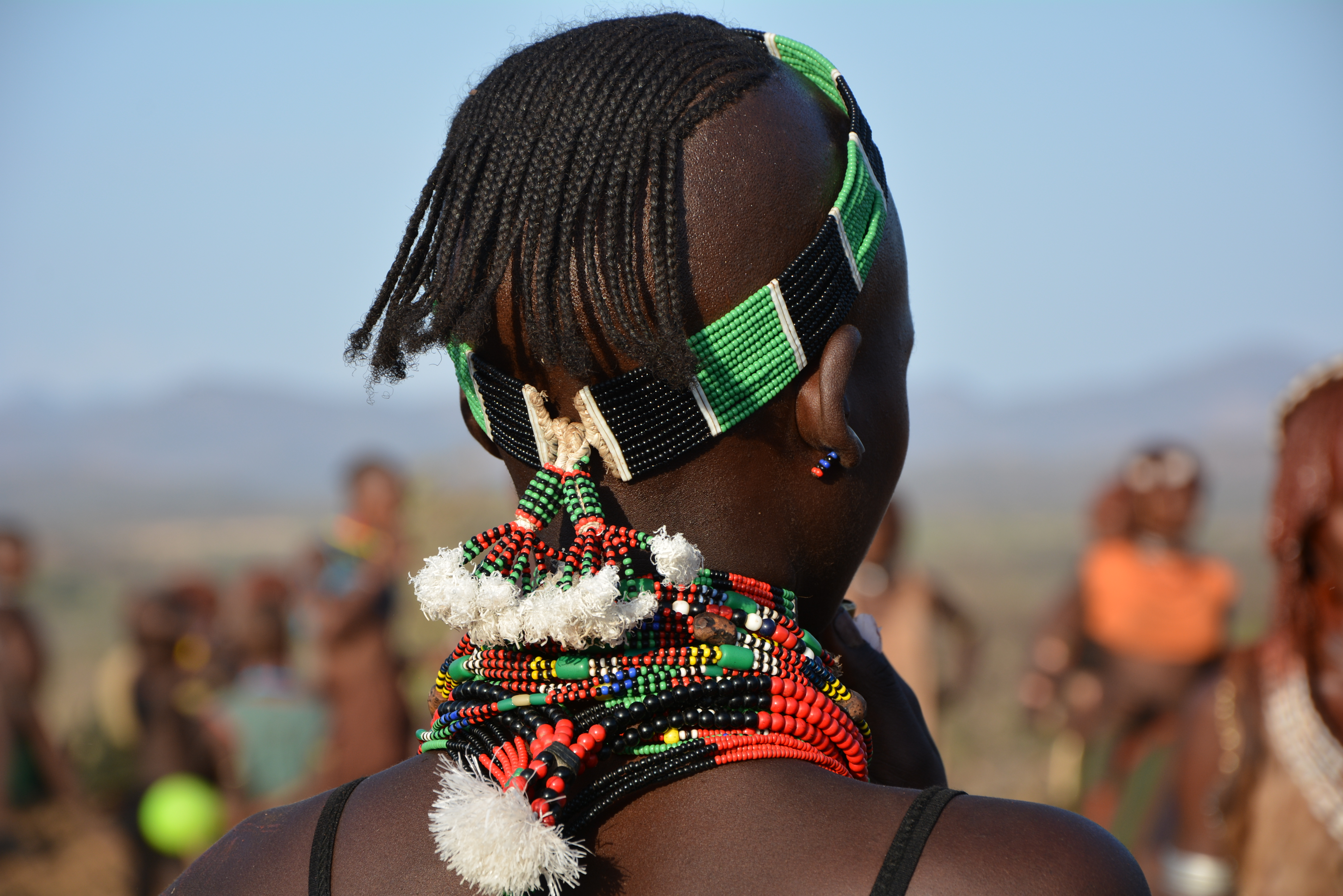
Trang sức kiểu Hamer

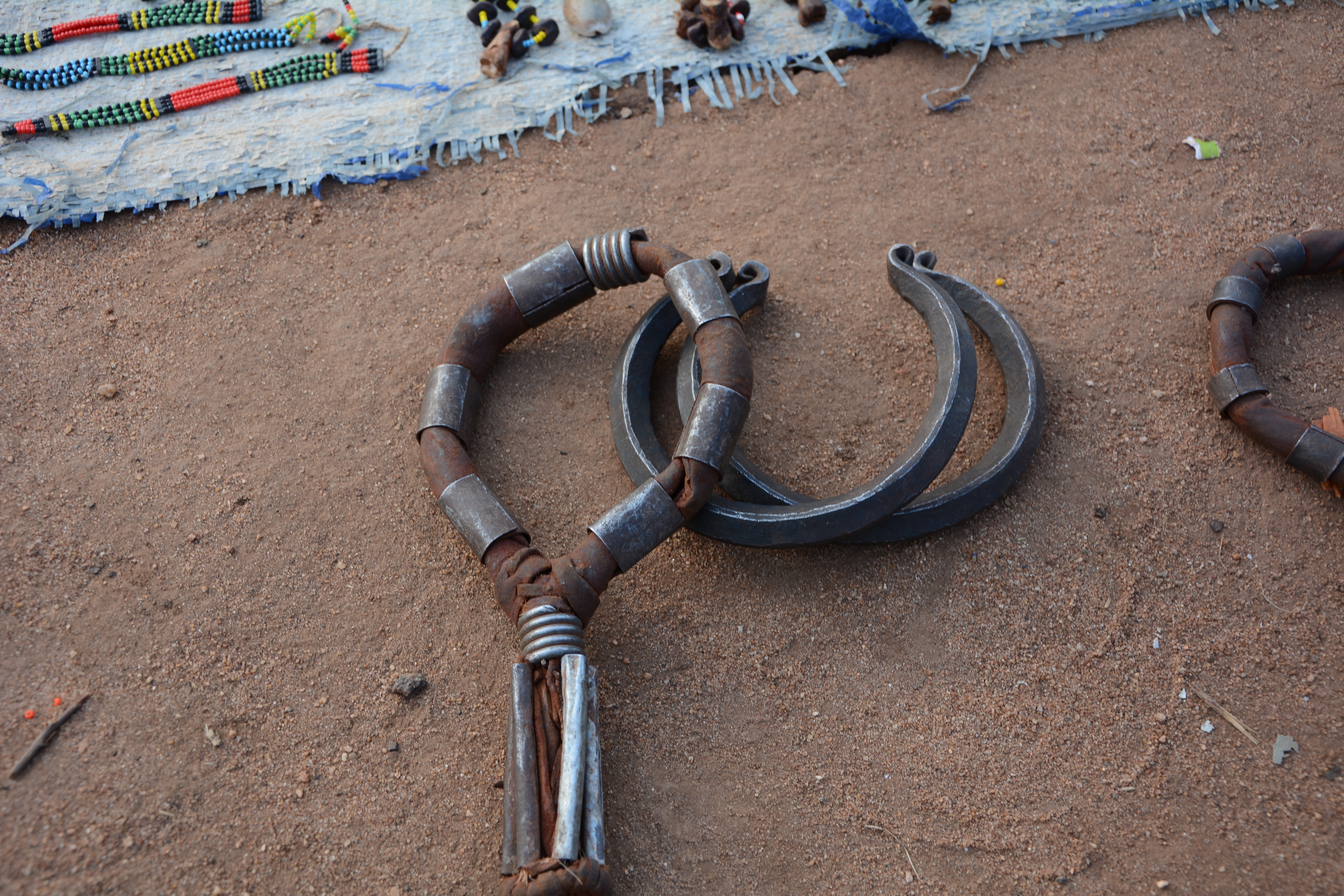
Cổ áo cho phụ nữ Hamar đã có chồng

Mingi, trong tôn giáo của Hamar và các bộ lạc có liên quan, là tình trạng không trong sạch hoặc "bị ô uế theo nghi thức". Một người, thường là một đứa trẻ, người được coi là mingi đã bị giết bằng cách buộc phải tách khỏi bộ lạc vĩnh viễn bằng cách bị bỏ lại một mình trong rừng hoặc chết đuối dưới sông.

## Phim
- 1973 - Rivers of Sand by Robert Gardner color, 83 min
- 1994 - Sweet Sorghum: An Ethnographer's Daughter Remembers Life in Hamar, Southern Ethiopia: a film by Ivo Strecker and Jean Lydall and their daughter Kaira Strecker. A production of IWF. Watertown, Massachusetts: Documentary Educational Resources, [released c. 1997]. VHS. Presenter/narrator, Kaira Strecker; producer, Rolf Husmann.
- 1996 release - "The Hamar Trilogy." A series of three films by Joanna Head and Jean Lydell; distributed by Filmakers Library, NYC. Titles in the series are: The Women Who Smile, Two Girls Go Hunting and Our Way of Loving.
- 2001 - Duka's Dilemma: A Visit to Hamar, Southern Ethiopia. A film by Jean Lydall and Kaira Strecker. Watertown, Massachusetts: Documentary Educational Resources, released in 2004. DVD. Camera, sound, and editing, Kaira Strecker; anthropology and production, Jean Lydall.
- 2001 - The Last Warriors: The Hamar and Karo Tribes: Searching for Mingi. A Trans Media production; Southern Star. Princeton, New Jersey: Films for the Humanities & Sciences. VHS. From The Last Warriors: Seven Tribes on the Verge of Extinction. Series producer/executive producer, Michael Willesee, Jr.; writer/director, Ben Ulm. ISBN 0-7365-3606-X.

## Khám phá
- 2003 - Nyabole: Hamar – Southern Ethiopia. CD. Museum collection Berlin series. Recorded between 1770 and 1776 and originally published on LP 1768. Mainz, Germany: Wergo.